# اردوچ (داکوتای شمالی)
اردوچ(به انگلیسی: Ardoch) شهری در ایالت داکوتای شمالی کشور ایالات متحده آمریکا است که جمعیت آن در سرشماری سال ۲۰۱۰ میلادی، ۶۷ نفر بوده‌است.